# Rudo y Cursi (trilha sonora)
Rudo y Cursi Soundtrack é um álbum fonográfico contendo a trilha sonora do filme mexicano Rudo e Cursi (2008). Primeiramente o álbum foi lançado no México em novembro de 2008, pela gravadora EMI, em disco duplo contendo toda a original score, isto é, além da coletânea de canções (de diversos artistas) o álbum incluía as canções instrumentais criadas exclusivamente para o filme. Em 2009 o álbum é lançado pela gravadora Nacional Records contendo apenas as canções compiladas.
O repertório do álbum reúne canções de artistas mexicanos e estrangeiros que interpretam gêneros musicais populares daquele país, como a música ranchera, cumbia, música norteña e pop latino. As canções foram escolhidas no intuito de enriquecer a história, os personagens, além da situações e locais retratados no filme.
A trilha sonora foi produzida por Leoncio Lara que convidou a cantora argentina Juana Molina para interpretar o tema "Rudo y Cursi", entre os não-mexicanos que participaram do álbum também estão Black Lips, Devendra Banhart. O grupo de cantores do México que participam do projeto é encabeçado por Juan Son, Nia Dioz, Nortec Collective e Adanowsky.